# Friedrich Dahl
Karl Friedrich Theodor Dahl (24 de junio de 1856 en Rosenhofer Brok, al norte de Dahme, Holstein-29 de junio de 1929 en Greifswald) fue un zoólogo alemán, y en particular un aracnólogo.
Hijo de un granjero, Dahl estudió en las universidades de Leipzig, Friburgo, Berlín y Kiel. Su tesis doctoral (1884) fue Beiträge zur Kenntnis des Baus und der Funktion der Insektenbeine. Se convirtió en Privatdozent en 1887, con la tesis de habilitación Ueber die der Cytheriden westlichen Ostsee. Alrededor de este momento viajó a los Países bálticos y, entre 1896 y 1897, al archipiélago Bismarck, cerca de Nueva Guinea. Él también estaba interesado por la biogeografía.
El 1 de abril de 1898 Dahl se convirtió en el conservador de las colecciones de arácnidos del Museo de Historia Natural de Berlín, donde trabajó con su antiguo maestro, el entonces director del museo Karl Möbius. Dahl permaneció en Berlín hasta que se jubiló y su colección se mantiene en este museo.
A pesar de que describió a muchos grupos de animales, Dahl se concentró en las arañas. También estaba interesado en la biogeografía y en la conducta animal.
El 19 de junio de 1899 se casó con María Dahl (1872-1972), una compañera de trabajo en el Instituto Zoológico de Kiel. También publicó varios trabajos sobre las arañas.

## Algunas publicaciones
- Dahl, 1883 . Analytische Bearbeitung der Spinnen Norddeutschlands mit einer anatomisch-biologischen Einleitung. Schriften des Naturwissenschaftlichen Vereins für Schleswig-Holstein, vol. 5, 13-88
- Dahl, 1886 . Monographie der Erigone-Arten im Thorell' schen. Sinne, nebst anderen Beiträgen zur Spinnenfauna SchleswigHolsteins. Schriften des Naturwissenschaftlichen Vereins für Schleswig-Holstein, vol. 6, 65-102
- Dahl, 1901 . Über den Wert des Cribellums und Calamistrums für das System der Spinnen und eine Uebersicht der Zoropsiden. Sitzungsberichte der Gesellschaft Naturforschender Freunde zu Berlin, vol. 1901, 177-199
- Dahl, 1901 . Nachtrag zur Uebersicht der Zoropsiden. Sitzungsberichte der Gesellschaft Naturforschender Freunde zu Berlin, vol. 1901, 244-255
- Dahl, 1901 . Über die Seltenheit gewisser Spinnenarten. Sitzungsberichte der Gesellschaft Naturforschender Freunde zu Berlin, vol. 1901, 257-266
- Dahl, 1902 . Über algebrochene Copulationsorgane männlicher Spinnen im Körper der Weibchen. Sitzungsberichte der Gesellschaft Naturforschender Freunde zu Berlin, vol. 1902, 36-45
- Dahl, 1902 . Über Stufenfänge echter Spinnen im Riesengebirge. Sitzungsberichte der Gesellschaft Naturforschender Freunde zu Berlin, vol. 1902, 185-203
- Dahl, 1903 . Berichtigungen zu seinem Vortrag über Stufenfänge echter Spinnen am Riesengebirge. Sitzungsberichte der Gesellschaft Naturforschender Freunde zu Berlin, vol. 1903, 183-184
- Dahl, 1904 . Üeber das System der Spinnen (Araneae). Sitzungsberichte der Gesellschaft Naturforschender Freunde zu Berlin, vol. 1904, 85-120
- Dahl, 1906 . Symbiose, Kommensualismus und Parasitismus. Naturw. Wochenschr., vol. 5, 734-735
- Dahl, 1906 . Die gestreckte Körperform bei Spinnen und das System der Araneen. Zoologischer Anzeiger, vol. 31, 60-64
- Dahl, 1907 . Synaema marlothi, eine neue Laterigraden-Art und ihre Stellung in System. Mitteilungen aus dem Zoologischen Museum in Berlin, vol. 3, 369-395
- Dahl, 1907 . Ameisenähnliche Spinnen. Naturwissenschaftliche Wochenschrift (N.F.) vol. 6, n. 48, 767-768
- Dahl, 1908 . Die Lycosiden oder Wolfsspinnen Deutschlands und ihre Stellung im Haushalt der Natur. Nach statistichen Untersuchungen dargestellt. Nova Acta Academiae Caesarae Leopoldino-Carolinae Germanicae Naturae Curiosorum, vol. 88, 175-678
- Dahl, 1909 . Araneae, Spinnen. Die Süsswasserfauna Deutschlands. Jena, vol. 12, 1-12
- Dahl, 1912 . Seidenspinne und Spinneseide. Mitteilungen aus dem Zoologischen Museum in Berlin, vol. 6, 1-90
- Dahl, 1912 . Araneae Über die Fauna des Plagefenn-Gebietes. Das Plagefenn bei Choren, Berlín, 575-622
- Dahl, 1913 . Vergleichende Physiologie und Morphologie der Spinnentiere unter besonderer Berucksichtigung der Lebensweise. 1. Die Beziehungen des Körperbaues und der Farben zur Umgebung. Jena, 1-113
- Dahl, 1914 . Die Gasteracanthen des Berliner Zoologischen Museums und deren geographische Verbreitung. Mitteilungen aus dem Zoologischen Museum in Berlin, vol. 7, 235-301
- Dahl, F. & Dahl, M. 1927 : Spinnentiere oder Arachnoidea. Lycosidae s. lat. (Wolfspinnen im weiteren Sinne). Die Tierwelt Deutschlands. Jena, vol. 5, 1-80